# شیانگشو
شیانگشو (انگلیسی: Xiangxue) شرکت داروسازی چینی است، که در سال ۱۹۸۶ تأسیس شد.